# Pseudocuma graciloides
Pseudocuma graciloides är en kräftdjursart som beskrevs av Sars 1894. Pseudocuma graciloides ingår i släktet Pseudocuma och familjen Pseudocumatidae. Inga underarter finns listade i Catalogue of Life.